# Интроспекция (психология)
Интроспе́кция или самонаблюде́ние (от лат. introspecto — смотреть внутрь) — метод психологического исследования, который заключается в наблюдении собственных психических процессов без использования каких-либо инструментов или эталонов.
Интроспекция — метод углублённого исследования и познания человеком моментов собственной активности: отдельных мыслей, образов, чувств, переживаний, актов мышления как деятельности разума, структурирующего сознание, и тому подобного. Метод восходит к работам Дж. Локка, разрабатывался В. Вундтом и Э. Титченером.

## История
В качестве особого метода интроспекция была обоснована в работах Рене Декарта, который указывал на непосредственный характер познания собственной душевной жизни. Джон Локк разделил человеческий опыт на внутренний, касающийся деятельности нашего разума, и внешний, ориентированный на внешний мир.
После того, как Вильгельм Вундт соединил метод интроспекции с лабораторными и аппаратными методиками, интроспекция стала главным методом исследования психических состояний и содержания сознания человека в зарождающейся экспериментальной психологии конца XIX века. Однако в начале XX века, в связи с изменением и расширением объекта и предмета психологии, и появлением новых направлений в психологии, интроспекцию объявили методом идеалистическим, субъективным и ненаучным.
Тем не менее интроспекция всегда присутствовала в исследованиях психологов в форме самонаблюдения, рефлексивного анализа и других приемов изучения внутренней духовной жизни человека.

## Суть и варианты метода
Суть метода в том, что психологи с большими подробностями описывали свои ощущения, состояния, переживания, которые появлялись у них при предъявлении определённых раздражителей (зрительных, слуховых, при постановке тех или иных задач): «Сначала я получил ощущение красного, и оно затмило все остальное; потом оно сменилось впечатлением круглого…». Метод реализовывался в строго контролируемых лабораторных условиях. Целью являлось выделение простейших элементов сознания, т. е. ощущений и элементарных чувств. 
Варианты метода:
- Аналитическая интроспекция. Разработана в школе Э. Титченера. Характеризуется стремлением полного расчленения чувственного образа на составные «элементы», не редуцирующиеся к параметрам раздражителя.
- Систематическая интроспекция. Разработана в Вюрцбургской школе. Характеризуется ориентацией на отслеживание основных стадий процесса мышления на основе ретроспективного отчета.
- Феноменологическая интроспекция. Разработана в гештальтпсихологии. Характеризуется ориентацией на описание психических феноменов в их непосредственности и целостности «наивным испытуемым». Этот разработанный Ф. Брентано метод, находящий свои истоки во «внутреннем восприятии», продуктивно применялся в описательной психологии В. Дильтея, а затем в рамках гуманистической психологии.
- Самоисследование. Разработано Раманой Махарши. Характеризуется исследованием чувства «я» с целью прийти к его источнику — сознанию в его чистоте.

## Преимущества и недостатки
Преимущество метода интроспекции заключается в том, что сам человек может познать себя лучше, чем бы это сделали другие. Таким образом, интроспекция связана с рефлексией.
Однако главным недостатком метода интроспекции является его необъективность, субъективизм. Степень необъективности зависит от совокупности уровня образования, развитости формально-логического аппарата, и присутствия материалистического мировоззрения, и др.

## Интроспективная психология
Интроспективная психология — обобщённое название ряда несвязанных между собой психологических концепций, исходящих из постулата о неопосредованности и принципиальной непередаваемости субъективного опыта индивида и невозможности объективного исследования психических процессов. При этом «чужое» сознание рассматривается как специально реконструируемое посредством операции переноса: исследователь, зная о связи собственных переживаний с внешними их проявлениями, строит гипотезу о внутренних переживаниях другого человека на основе его внешне наблюдаемого поведения. Таким образом, ведущим психологическим методом при этом подходе оказывается интроспекция, т. е. субъективное описание внутреннего опыта.
Теоретические основания этого методологического направления могут быть найдены в философии XVII века, в трудах Р. Декарта и Дж. Локка.
К данному направлению можно отнести школу В. Вундта, структурную психологию Э. Титченера, психологию акта Ф. Брентано, Вюрцбургскую школу, а также исследования Л. М. Лопатина, Г. И. Челпанова. Философско-психологические идеи Декарта нашли своё развитие в феноменологии Э. Гуссерля.